# Ole Christian Thistedahl
Ole Christian Thistedahl, född den 15 augusti 1813 i Kristiansand, död där den 2 juli 1876, var en norsk bibelöversättare.
Thistedahl blev teologie kandidat 1834 och var sedan 1842 adjunkt vid katedralskolan i sin födelsestad. Han uppehöll sig dock 1849–1855 i Kristiania, upptagen av studier för en bibelöversättning och som handledare för teologer. Thistedahls översättning av Gamla testamentets kanoniska (1869) och apokryfiska böcker (1873) upptogs i bibelsällskapets bibel 1888. Hans översättning av Nya testamentet är deponerad i universitetsbiblioteket.